# Фулга-де-Жос
Фулга-де-Жос (рум. Fulga de Jos) — село у повіті Прахова в Румунії. Адміністративний центр комуни Фулга.
Село розташоване на відстані 56 км на північний схід від Бухареста, 33 км на схід від Плоєшті, 138 км на південний захід від Галаца, 107 км на південний схід від Брашова.

## Населення
За даними перепису населення 2002 року у селі проживали 1755 осіб. Усі жителі села рідною мовою назвали румунську.
Національний склад населення села:
| Національність | Кількість осіб | Відсоток |
| -------------- | -------------- | -------- |
| румуни         | 1743           | 99,3%    |
| цигани         | 12             | 0,7%     |